# The Abyssinians
The Abyssinians je jamajška pevska reggae skupina, ki predstavlja izvirni roots rock reggae slog. Skupino sestavljajo Bernard Collins, Donald in Lynford Manning.
Skupina je znana po svojem ubranem petju in povezanosti z rastafarijanstvom v svojih besedilih pesmi.
Najbolj znani pesmi skupine sta »Satta Massagana« in »Y Mas Gan«, obe z albuma Satta Massagana iz leta 1976, in delno zapeti v starodavnem etiopskem jeziku amharščini. Za rastafarijance je ta jezik svet, saj verjamejo, da je bil zadnji etiopski cesar Hajle Selasije I. živeči bog. Besede »Dina Exhabier Y Mas Gan Ulaghize« (neprestano moramo moliti k dobremu bogu) so dovolj zgovorne. Pesem »Satta Massagana« pa so proglasili za reggae himno.
Skupine The Abyssinians ne smemo zamenjevati z reggae, rocksteady in ska skupino The Ethiopians, čeprav sta njuni imeni sopomemki.

## Diskografija
- Satta Massagana - Heartbeat 1976
- Arise - Tuff Gong, Kingston JA 1978
- Forward - Alligator 1982
- Reunion - Artists Only 1998
- Satta Dub - Tabou 1998
- Declaration of Dub - Heartbeat 1998
- Live in San Francisco - 2b1 II 2002
- Abyssinians & Friends Tree of Satta - Blood & Fire 2003